# 徳雲寺 (文京区)
徳雲寺（とくうんじ）は、東京都文京区にある臨済宗円覚寺派の寺院。

## 歴史
1630年（寛永7年）、一翁碩觜によって開山された。当初は「解脱寺」という名称だったが、その後「白鷗山江南寺」に改称し、更に現行の「妙峰山徳雲寺」に再改称した。
江戸時代は、境内に椎の大木があったが、明治以降に枯死し、現存していない。

## 寺宝等
- 釈迦如来像（本尊）
- 聖観音菩薩立像
- 達磨大師坐像
- 弁財天坐像（小石川七福神）

## 墓所
- 養徳院（安藤重之正室）

## 交通アクセス
- 茗荷谷駅より徒歩4分。